# Hendrik Bulthuis Akwadukt
Het Hendrik Bulthuis Akwadukt is een aquaduct aan de zuidwestzijde van Bergum in de Nederlandse provincie Friesland. Het aquaduct voert de Kromme Ee over provinciale weg 356. 
Het aquaduct is vernoemd naar de in Bergum geboren kapper en scheepsbouwer Hendrik Bulthuis (1892-1948). Het aquaduct is op 7 oktober 2016 opengesteld.
Galamadammen · Geeuw · Hendrik Bulthuis ·  Houkesloot · Ie · Jeltesloot · Langdeel · Leppa · Margaretha Zelle · M.C. Escher · Mid-Fryslân · Prinses Margriet · Richard Hageman · Van Harinxmakanaal (Harlingen)